# Campylopus hoffmannii
Campylopus hoffmannii là một loài Rêu trong họ Dicranaceae. Loài này được (Müll. Hal.) Renauld & Cardot mô tả khoa học đầu tiên năm 1893.